# 超決定論
超決定論（ちょうけっていろん、英: superdeterminism）とは、量子力学において、宇宙が完全に決定論的であるとすることでベルの不等式を回避する仮説。 この抜け穴を利用して、量子力学の予測を再現する局所的隠れた変数理論を構築できると考えられている。 超決定論者は、宇宙のどこであっても偶然は存在しないと認識している。 
ベルの不等式では、各検出器で実行される測定の種類は、お互いに独立して、また測定対象の隠れた変数とは無関係に選択できると仮定している。 ベルの不等式の議論が成り立つためには、異なる選択がなされた場合に、実験の結果がどうなるかについて意味ある話ができる必要がある。 この仮定は反事実的確定性(英：Counterfactual definiteness)と呼ばれている。 しかし、完全に決定論的な理論では、実験者が各検出器で選択する設定は、物理法則によって事前に決定されている。したがって、異なる測定設定が選択された場合に何が起こるかについて話すことは誤りであると見なすことができる。物理的に他の測定設定の選択肢は存在しない。 何を測定するかは事前に決定されているため、一方の検出器での結果は、超光速の情報伝達がなくとも、他方の検出器の設定から独立している訳ではない可能性がある。 
したがって、ビッグバンによる宇宙の始まり以降、 ビッグバンで確立された相関によって、未来の測定が事前にすべて決定され、選択の自由が制限されていると考えられる。これにより、超決定論が検証不可能になる。なぜなら実験者は宇宙が始まった時点で作成された相関を排除することが決してできないため、自由選択の抜け穴を排除することができないためである。 

超決定論の仮想的な描写。もつれた光子AliceとBobが到着する直前に、遠方の銀河SbとScからの光子を使用して偏光検出器αとβ向きを制御する。

1980年代にジョン・スチュワート・ベルは、BBCのインタビューで超決定論について以下のように語った 。
 超光速と不気味な遠隔作用から逃れる方法がある。しかし、それは宇宙における完全なる決定論と、自由意志の完全な欠如を伴う。 世界が超決定論的であるなるば、舞台裏の時計仕掛けで動いている無生物の振る舞いだけでなく、私達の行動もまた、事前に全て決められていることになる。 (...) 粒子Bに対して行われた測定を粒子Aに伝えるために、光速よりも速い信号は必要はない。なぜなら粒子Aを含む宇宙は、その測定と測定結果について既に「知っている」からだ。 
 ベルはこの抜け穴を認めたが、それは信じがたいと主張した。 実行された測定が決定論的な乱数発生器によって選択された場合でも、その選択は多数の非常に小さな影響によって変更されるため、「目的に対して事実上自由」であると想定される。 隠れた変数が、乱数発生器と同じ小さな影響すべてに対して敏感であるとは考えにくい 。

アントン・ツァイリンガーは、超決定論がもし真実ならば、反証可能性を破壊することによって科学自体の価値に疑問を投げかけると、以下のようにコメントした。 
 私たちはいつも実験者の自由を暗に仮定している…この基本的な仮定は科学を行うために不可欠である。 もしこれが真実でなければ、実験で自然に問いをかけることは全く意味がないだろう。なぜなら、自然は私たちの問いかけが何であるかを決定し、誤った自然の姿に到達するように私たちの問いかけを誘導する可能性があるからです。
ヘーラルト・トホーフトは超決定論に好意的であり、独自の超決定論モデルを提示している。超決定論は宇宙規模の陰謀説と評されることもあるが、トホーフトは「陰謀のように見えているものは、私たちが今はまだ知らない、ある保存則によるものかもしれません」と説明する。